# Henicomyia nigra
Henicomyia nigra är en tvåvingeart som beskrevs av Lyneborg 1972. Henicomyia nigra ingår i släktet Henicomyia och familjen stilettflugor.
Artens utbredningsområde är Peru. Inga underarter finns listade i Catalogue of Life.